# Helmut Behrendt (Sportfunktionär)

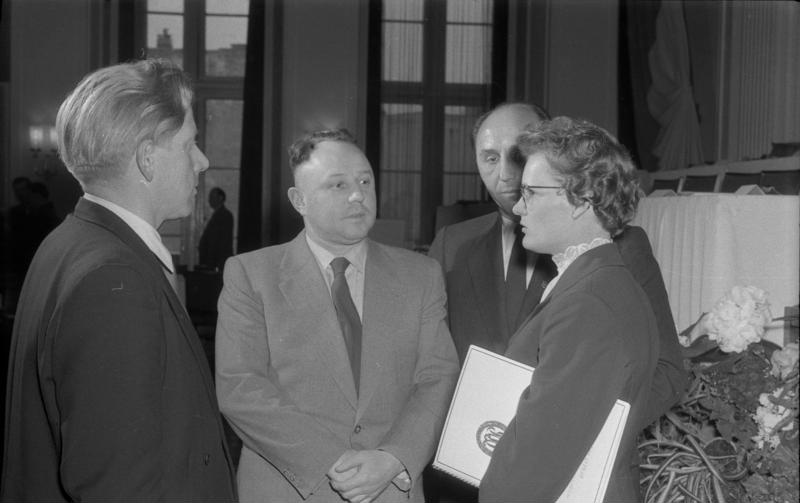
Helmut Behrendt (halb verdeckt) mit Erich Mielke bei der Gründung des Deutschen Turn- und Sportbundes 1957

Helmut Behrendt (* 18. Januar 1904 in Königsberg; † 4. September 1985 in Berlin) war ein deutscher Sportfunktionär in der DDR und von 1952 bis 1973 Generalsekretär des Nationalen Olympischen Komitees der DDR.

## Leben
Behrendt, Sohn eines Verputzers, erlernte nach der Grundschule den Beruf des Elektrikers und arbeitete bis 1922 als Monteur in Königsberg. Behrendt war ab 1919 Rasensportler im Verein Concordia Königsberg und ab 1922 für den Arbeiter-Rasensportverein. 1925 besuchte er eine Schule des Arbeiter-Turn- und Sportbundes in Leipzig und zog 1928 nach Berlin um. Dort war er von 1929 bis 1933 Stammspieler beim Fußballverein Fichte Südost Berlin.
1931 trat Behrendt der KPD und der dortigen Roten Sporteinheit bei. Nach der Machtübergabe an die Nationalsozialisten emigrierte Behrendt zunächst in die Sowjetunion, kehrte aber im Herbst 1934 illegal nach Berlin zurück. 1935 wurde er verhaftet und wegen „Vorbereitung zum Hochverrat“ zu sieben Jahren Zuchthaus verurteilt, die er bis 1942 in den Zuchthäusern Luckau und Brandenburg absaß. Von 1942 bis 1945 wurde Behrendt in den Konzentrationslagern KZ Sachsenhausen und KZ Mauthausen festgehalten. In Mauthausen gehörte er der illegalen Lagerorganisation des Widerstands an.
Von Kriegsende bis 1948 arbeitete Behrendt beim Hauptsportamt in Berlin und wurde 1949 Mitarbeiter des Deutschen Sportausschusses (DS) in der Abteilung Fußball. 1952 stieg Behrendt in die höchste Ebene der Sportfunktionäre der DDR auf und wurde Abteilungsleiter für internationale Verbindungen beim Staatlichen Komitee für Körperkultur und Sport, Vizepräsident des Deutschen Fußball-Verbands und, als Nachfolger von Heinz Dose, Generalsekretär des Nationalen Olympischen Komitees der DDR (NOK). 1973 ging Behrendt in den Ruhestand und wurde Ehrenmitglied des NOK der DDR. 1978 erhielt er als erster DDR-Bürger den Olympischen Orden des Internationalen Olympischen Komitees (IOC) in Bronze. Behrendt verstarb 1985.

## Ehrungen
- 1978 Olympischer Orden des IOC in Bronze
- Karl-Marx-Orden
- Vaterländischer Verdienstorden
- Ehrenspange zum Vaterländischen Verdienstorden in Gold (1972)
- Banner der Arbeit (1964)
- Im September 1986, zu seinem ersten Todestag, wurde die Schwimmhalle am Springpfuhl in Berlin-Marzahn nach Helmut Behrendt benannt. Vor der Schwimmhalle wurde eine vom Berliner Bildhauer Prof. Wieland Förster 1963 geschaffene Büste Helmut Behrendts enthüllt. Sowohl der Name als auch die Büste wurden 1990, in den Tagen der Wende, entfernt. Am 4. September 2005, dem 20. Todestag von Helmut Behrendt, erhielt die Schwimmhalle den Namen zurück und die Büste wurde jetzt im Eingangsbereich aufgestellt.[1]